# 적상산사고지유구
적상산사고지유구(赤裳山史庫址遺構)는 대한민국 전북특별자치도 무주군 적상면 북창리, 적상산에 있는 사고를 보관한 곳이다. 1995년 6월 20일 전라북도의 기념물 제88호로 지정되었다.

## 개요
전라북도 무주군 적상면 적상산에 있는 사고를 보관한 곳으로 사고(史庫)는 조선 왕조의 역사에 관한 기록이나 중요한 서적을 보관하던 곳을 말한다.
임진왜란(1592) 때 서울의 춘추관을 비롯한 전국의 사고가 불에 탄 후, 정족산·태백산·오대산 등 5곳에 새로운 사고를 설치하였다. 그러나 이중 묘향산 사고가 북방 후금의 위협으로 관리가 어렵게 되자 광해군 6년(1614)에 천연 요새인 적상산에 실록을 옮겨 보존하였다. 인조 19년(1641)에는 선원각을 세우고 왕실의 족보인 『선원록』을 소장하면서 완전한 사고의 역할을 하게 되었다. 총 5,515책이 보관되어 있었으나, 한국전쟁을 거치면서 실록은 없어졌다.
적상산 사고는 1910년 일본에 의해 폐쇄되기 전까지 300여 년간 국가의 귀중한 국사를 보존했던 우리나라 5대 사고 중 하나이다.

## 참고 문헌
- 적상산사고지유구 - 국가유산청 국가유산포털